# Zmaj R-1
Die Zmaj R-1 war ein zweimotoriger Bomber des jugoslawischen Flugzeugherstellers Zmaj in Zemun. Die Maschine war zum Einsatz als Bomber, Aufklärungsflugzeug und Zerstörer vorgesehen. 1940 wurde ein Prototyp gebaut; der Zweite Weltkrieg, der 1941 auch Jugoslawien erfasste, verhinderte eine weitere Entwicklung.
Die R-1 wurde von zwei 14-Zylinder-Doppelsternmotoren Hispano-Suiza 14AB mit je 670 PS angetrieben und war in Gemischtbauweise ausgelegt; die Maschine erreichte eine Höchstgeschwindigkeit von 450 km/h in 4.000 Metern Höhe.

## Technische Daten
| Kenngröße             | Daten                                                            |
| --------------------- | ---------------------------------------------------------------- |
| Besatzung             | 3–4                                                              |
| Länge                 | 12,78 m                                                          |
| Spannweite            | 14,40 m                                                          |
| Höhe                  | 2,5 m                                                            |
| Flügelfläche          | 33,8 m²                                                          |
| Flügelstreckung       | 6,1                                                              |
| Leermasse             |                                                                  |
| max. Startmasse       | 5.664 kg (als Bomber)                                            |
| Höchstgeschwindigkeit | 450 km/h in 4.000 m                                              |
| Dienstgipfelhöhe      | 10.000 m                                                         |
| Reichweite            | 1.000 km                                                         |
| Triebwerke            | zwei Hispano-Suiza 14AB mit je 493 kW (670 PS)                   |
| Bewaffnung            | zwei 20-mm-Bordkanonen, drei 12,7-mm-MGs, bis zu 1.600 kg Bomben |